# 國際十字路會
國際十字路會（英語：Crossroads Foundation）是位於香港的非牟利機構，服務主要為有需要人士提供物資。該機構於1995年成立，透過收集各公司及組織贈送的物品，發送到不同的非牟利機構或有需要的人士手中。此外，國際十字路會亦設置了環球生活體驗（Global X-perience），讓參加者體驗貧窮人士、難民、愛滋病病人、盲人的感受，鼓勵大眾關注貧窮及體驗各種國際問題。該會址亦設有環球工藝村商店，售賣各種達到公平貿易標準的產品，藉以推廣公平貿易的概念。國際十字路會亦設立名為環球援手網絡（Global Hand）的網上平台，聯繫企業和其他非牟利機構。

## 歷史

### 成立經過
國際十字路會的創辦人畢馬勤（Malcolm Begbie）和畢慰恩（Sally Begbie）原本分別是會計師及公關顧問，在1995年以前，他們已經以義工的形式協助各種機構進行物資分配的評估工作。直至1995年遼寧水災，一些非政府組織請求他們除了進行顧問工作外，直接進行物資轉運的工作；最終該經驗促使他們於同年成立國際十字路會。在成立初時，十字路會只收到一兩間公司的二手物品，但今天已有近千間公司提供嶄新或二手的物資。

### 2014年收地危機
由於香港長期面對土地不足的問題，規劃署於2014年1月修訂《屯門分區計劃大綱圖》，建議將佔地51萬方呎的十字路會轉變為住宅用途。由於十字路會需要儲存大量貨物，佔地面積很大，加上會址附近必然有大量貨車出入，影響所屬地區的交通，令十字路會難以覓地搬遷，面臨關閉的危機。

## 工作
- 環球分派中心（Global Distribution）
十字路會收集各個機構贈送的物資到位於屯門黃金海岸的總部中，進行分類及存放後，每週會將物品運送到各地的非牟利機構。運送的一半物品（約58個20呎的貨櫃）會給予香港的組織，例如保良局、聖雅各福群會及聖士提反會等。[8]，另外一半則分發到世界各個不同的地方。

- 環球X體驗（Global X-perience）
古諺有云：「唯有穿上他人鞋履，走一哩路，方能真正了解一個人。」環球X體驗的參加者並不僅僅到這裏聽講座、看影片來了解世界上有需要的人的故事。通過模擬體驗活動，包括模擬貧困、戰爭、愛滋病患者及盲人生活、缺水等的環境，使參加者踏進他人的鞋履。時雖短暫，卻能更了解別人的苦難。有不少企業團體、非政府/社區團體和教育團體都曾參與環球X體驗活動，希望透過體驗活動分別實踐社會企業責任及培養市民和學生成為世界公民的目標。[9]

- 環球工藝村（Global Handicrafts）
為了推動公平貿易，十字路會的總部裡設立了一間提供公平貿易咖啡的咖啡店，及全港最大的公平貿易店，售賣各種手工藝品、玩具及飾物等。[10]

- 環球援手網絡（Global Hand）